# Blade & Soul
Blade & Soul (en hangul, 블레이드 앤 소울; romanización revisada, Beulleideu aen soul) es un MMORPG coreano desarrollado por Team Bloodlust, una división de NCsoft. El 13 de septiembre de 2012, NCsoft anunció que Blade & Soul se lanzaría algún día en occidente, evento que llegó el 19 de enero de 2016. Una adaptación al anime hecho por el estudio japonés Gonzo comenzó a emitirse el 3 de abril de 2014 entre las cadenas TBS, MBS, CBC, entre otras.

## Jugabilidad
Blade & Soul presenta un combate inspirado por una combinación tema de artes marciales chinas el qinggong, en un mundo abierto. Los jugadores crean personajes que explorarán el mundo completando misiones asignadas por varios NPCs. El juego utiliza un sistema de batalla en tiempo real con una cámara en tercera persona y requiere que los personajes hagan "combos", combinaciones de varias series de ataques, al igual que la mayoría de los juegos de este estilo. Acorde a NCsoft, el juego presenta innovadoras mecánicas "Downed" (lit. derribado), permitiéndole a los personajes el recuperarse del borde de la muerte. Los jugadores comienzan con un entorno PvE, pero tendrán que participar en batallas PvP a medida que avancen en el juego.

### Creación de personaje
De acuerdo a los desarrolladores, Blade & Soul proveerá un sistema altamente personalizable y se indicó que los NPCs del juego fueron hechos con este sistema de creación de personajes. El creador de personajes incluye acceso estilos de cabello, estructuras faciales, color de ojos, altura y forma del cuerpo.

#### Razas
Los personajes podrán seleccionar ser una de las cuatro razas jugables, basadas en los cuatro animales benevolentes de la cultura china: Gon, Jin, Kun (Yun) y Lyn.

## Desarrollo
Semanas antes del NCmedia Day, NCsoft anunció un nuevo MMORPG hecho con Unreal Engine 3 el cual sólo se dio a conocer por su nombre clave Project [M]. Luego de dos semanas, el sitio web fue actualizado, revelando más información sobre el proyecto.
Durante la E3 2007, Sony reveló que habían entrado en un acuerdo exclusivo con NCsoft para producir sus nuevos títulos exclusivamente para PlayStation 3. Este contrato incluía los títulos de las dos propiedades intelectuales de NCsoft.
En febrero de 2010 se anunció que tanto Blade & Soul como Guild Wars 2 estaban siendo desarrollados para su lanzamiento en la PlayStation 3 y la Xbox 360. Sin embargo, desde entonces no ha habido nuevas actualizaciones acerca del desarrollo del videojuego para dichas consolas.
La primera beta cerrada fue fechada para el 27 de abril de 2011 mientras que la beta abierta y el lanzamiento oficial serían determinados a lo largo del año.
En julio de 2011, Tencent ganó los derechos de publicación de Blade & Soul en China, e hizo su primera aparición en la ChinaJoy de 2011. Blade & Soul se publicó en China el 23 de noviembre de 2013, con una beta abierta la cual sin problemas se convirtió en el lanzamiento oficial.
La segunda beta cerrada fue fechada para entre el 29 de agosto hasta el 10 de septiembre de 2011. En esta versión fue que se hizo jugable por primera vez la clase Asesino.
Luego de una beta abierta el 21 de junio de 2012 con un récord de 150,000 jugadores, NCsoft confirmó que el lanzamiento oficial en Corea del Sur de Blade & Soul sería el 30 de junio de 2012.
En 2013, Kim Hyung-tae declaró que una versión en inglés del juego sería en efecto publicada algún día y, en 2014, luego del lanzamiento comercial en China, se anunció la adaptación al anime del videojuego.
El 20 de mayo de 2015, se anunció el lanzamiento de Blade & Soul en Norteamérica y Europa para el invierno de este año, y la beta cerrada del mismo comenzó oficialmente el 29 de octubre, y terminó el 21 de diciembre de 2015.
El lanzamiento oficial de los servidores de Norteamérica y Europa fue finalmente el 19 de enero de 2016.

## Multimedia

### Anime
Una adaptación al anime del juego fue producida y comenzó a emitirse el 3 de abril de 2014, la cual fue dirigida por Hiroshi Hamasaki y Hiroshi Takeuchi en el estudio Gonzo y escrita por Atsuhiro Tomioka. Eri Nagata adaptó el diseño de personajes de Kim Hyung-tae para su animación y también sirvió como el director de animación en jefe. La storyline original gire sobre una espadachín llamada Alka la cual viaja con el propósito de vengar a su maestro asesinado. El opening del anime es Sayonara Usotsuki (サヨナラ嘘ツキ?), interpretado por MimimemeMIMI, mientras que el ending es Rainbow, por Lego Big Morl. La serie fue transmitida por Crunchyroll en occidente.

### Lista de episodios
| #  | Título                   | Estreno             |
| -- | ------------------------ | ------------------- |
| 1  | «Camino» «Michi» (道)    | 3 de abril de 2014  |
| 2  | «Deseos» «Yoku» (欲)     | 10 de abril de 2014 |
| 3  | «Venganza» «Kataki» (仇) | 17 de abril de 2014 |
| 4  | «Espada» «Ken» (剣)      | 24 de abril de 2014 |
| 5  | «Flor» «Hana» (花)       | 1 de mayo de 2014   |
| 6  | «Sueño» «Yume» (夢)      | 8 de mayo de 2014   |
| 7  | «Tiempo» «Jikan» (時)    | 15 de mayo de 2014  |
| 8  | «Cielo» «Sora» (空)      | 22 de mayo de 2014  |
| 9  | «Luna» «Tsuki» (月)      | 29 de mayo de 2014  |
| 10 | «Pecado» «Tsumi» (罪)    | 5 de junio de 2014  |
| 11 | «Castigo» «Batsu» (罰)   | 12 de junio de 2014 |
| 12 | «Alma» «Tamashī» (魂)    | 19 de junio de 2014 |
| 13 | «Dios» «Kami» (神)       | 26 de junio de 2014 |